# Edward Wright (matemático)
Edward Wright (batizado em 8 de outubro de 1561 em Garvestone, Norfolk (Inglaterra) — Londres, novembro de 1615) foi um matemático e cartógrafo inglês.
Wright lançou em seu livro "Certaine Errors in Navigation", publicado em 1599, as bases para os fundamentos matemáticos da projeção de Mercator. Além disso publicou diversas tabelas de cálculo, com as quais foi possível pela primeira vez construir e utilizar mapas com esta projeção.